# Икона (роман)
Икона — роман-триллер Фредерика Форсайта 1996 года о политике России в 1999 году, когда экстремистская партия оказывается близка к захвату власти. По мотивам романа снят двухсерийный фильм.

## Сюжет
Действие, происходящее в конце 1999 и начале 2000 года, вращается вокруг кандидата в президенты России Игоря Комарова, главы правого Союза Патриотических Сил (СПС). Комаров должен победить на досрочных президентских выборах, объявленных после смерти президента Черкасова — преемника Ельцина.
Комаров — весьма популярный и харизматичный политик, его и СПС победа почти гарантирована. Однако из пустого офиса его секретаря в штаб-квартире СПС Леонидом Зайцевым, пожилым уборщиком и бывшим солдатом, который просматривал документы во время уборки, украден секретный документ, позже известный как Чёрный манифест. Документ содержит ошеломляющую информацию о будущей политике Комарова на посту президента: возрождение концлагерей, создание однопартийного государства, уничтожение политических противников, вторжение в соседние республики и геноцид этнических и религиозных меньшинств России, в том числе чеченцев и евреев.
Чёрный манифест доставляется в Великобританию, где он переводится и демонстрируется влиятельным западным лидерам. Сэр Найджел Ирвайн, бывший руководитель Секретной разведывательной службы, придумывает способ помешать победе Комарова. Как подходящего человека для выполнения этого плана Кэри Джордан, бывший заместитель директора по операциям ЦРУ, рекомендует Джейсона Монка, бывшего вербовщика и связного советских агентов ЦРУ.
В некоторых частях романа есть воспоминания о предыдущих годах, в которых подробно показано прошлое Джейсона Монка и вербовка нескольких советских граждан в агенты США. Среди них — государственные деятели и физик. Однако «крот» ЦРУ Олдрич Эймс вскоре сдаёт этих агентов наряду со всеми остальными агентами ЦРУ в Советском Союзе. Почти все они схвачены Советами и либо казнены, либо приговорены к каторжным работам после долгих допросов и пыток, проводимых безжалостным полковником 2-го Управления КГБ (контрразведка) Анатолием Гришиным. По иронии судьбы в 1999 году Гришин — помощник Комарова.
Полковник Николай Ильич Туркин, первый советский агент, завербованный Монком, становится его близким другом после того, как Монк спасает его сына от тропической болезни. Он, однако, оказывается последним агентом ЦРУ, схваченным Советами, и захват происходит прямо на глазах Монка, который может только беспомощно наблюдать. Туркина допрашивают и отправляют в трудовой лагерь. Там, умирая от тифа, он пишет письмо Монку, подробно описывая его допросы и пытки в лагерях, и прощается навсегда. Монк, наполненный гневом и скорбью, нападает на бюрократа, который помогал Эймсу, и это приводит к его увольнению из ЦРУ.
В 1999 году он ведёт тихую жизнь на островах Теркс и Кайкос, сопровождая туристов на рыбалку. Когда сэр Найджел Ирвайн связывается с ним, он сначала отказывается выполнять миссию, так как поклялся никогда не возвращаться в Россию, но соглашается, когда ему дают шанс отомстить Гришину.
Он возвращается в Россию и привлекает несколько влиятельных фигур на свою сторону, показав им Чёрный манифест. С помощью чеченской мафии, лидер которой обязан Монку жизнью, он начинает срыв президентской кампании Игоря Комарова. В конце концов, Монк провоцирует Комарова на попытку государственного переворота в новогоднюю ночь, а затем её срывает. В итоге Комаров арестован, а Гришин погиб от руки Монка.
В это же время сэр Ирвайн исполняет вторую часть плана: он понимает, что Комаров для народа — своеобразный символ, икона. Его надо не просто убрать, его надо заменить. Сэру Найджелу приходит в голову идея о возрождении в России монархии. После поиска кандидатур на роль нового царя России выбор сэра Найджела останавливается на принце Майкле Кентском (его имя в романе не называется, но некоторые детали намекают на него) в качестве основного кандидата, основываясь на его православной и генеалогической связи с греческими королевскими особами и русскими Романовыми. Он соглашается принять это предложение и вступает на престол в начале 2000 года.